# Cabanabona
Cabanabona – gmina w Hiszpanii, w prowincji Lleida, w Katalonii, o powierzchni 14,34 km². W 2011 roku gmina liczyła 100 mieszkańców.